# Ямпольський Лев Григорович
Ямпольський Ле́в Григо́рович (Лейб) (* 1889, Біла Церква, Київська губернія (в інших джерелах — Харків) — † 1972, Москва) — єврейський композитор, писав російською мовою та на їдиш.
Автор музики до багатьох спектаклів, що йшли в радянських театрів на їдиш, та єврейських пісень.
В 1911—1917 роках служив у царській армії. 1918 року демобілізується, працював композитором та музичним керівником експериментального літературно-художнього театру «Модерн».
Навчався в Санкт-Петербурзі, протягом 1919—1922 років — в Харківському музичному інституті, по класу композиції — у С. Богатирьова.
В Харкові був музичним керівником Єврейської театральної студії «Вільне мистецтво».
З 1923 року проживав в Москві.
1929 року здійснив поїздку по Європі, виступав з авторськими концертами в єврейських общинах, зокрема, Риги та Берліна. Арнольд Шенберґ високо оцінив його діяльність.
Товаришував з художником Олександром Биховським.
Здійснені спектаклі:
- «Габіма»,
- «Ірод та Міріам»,
- «Потоп», 
по Шолом-Алейхему —
- «Агенти»,
- «Блукаючі зірки»,
- «Рекрути»,
- «Розлучення»,
- «Стемпеню», 
по Хальперну Лейвіку — «Ха-голем», 
по А. Кушнірову — «Гірш Леккерт», 
по Беру Оршанському — «Кров».

Вийшли збірки пісень:
- «Єврейські народні пісні»,
- «Поклик»,
- «Перекоп» — 1935.